# یاکار کیمن
یاکار کیمن (نام علمی: Caiman yacare) نام یک گونه از سرده کیمن است.
این خزنده زیستگاه آن در کشورهای آمریکای جنوبی همچون آرژانتین، بولیوی، برزیل، پاراگوئه و اروگوئه می‌باشد، یاکار کیمن نر معمولاً دارای ۲ تا ۲٫۵ متر طول و ۵۸ کیلوگرم وزن و گونه ماده آن ۱٫۴ متر طول و ۱۴ تا ۲۳ کیلوگرم می‌باشد.
یاکار کیمن معمولاً از ماهی‌ها، پرندگان (به‌خصوص پیرانیا)، خزندگان و پسانداران کوچک و برگچه‌خوار تغذیه می‌کند. این خزنده به دلیل جثه نسبتاً کوچک‌شان، توسط جاگوار و آناکوندا شکار می‌شوند.

## نگارخانه

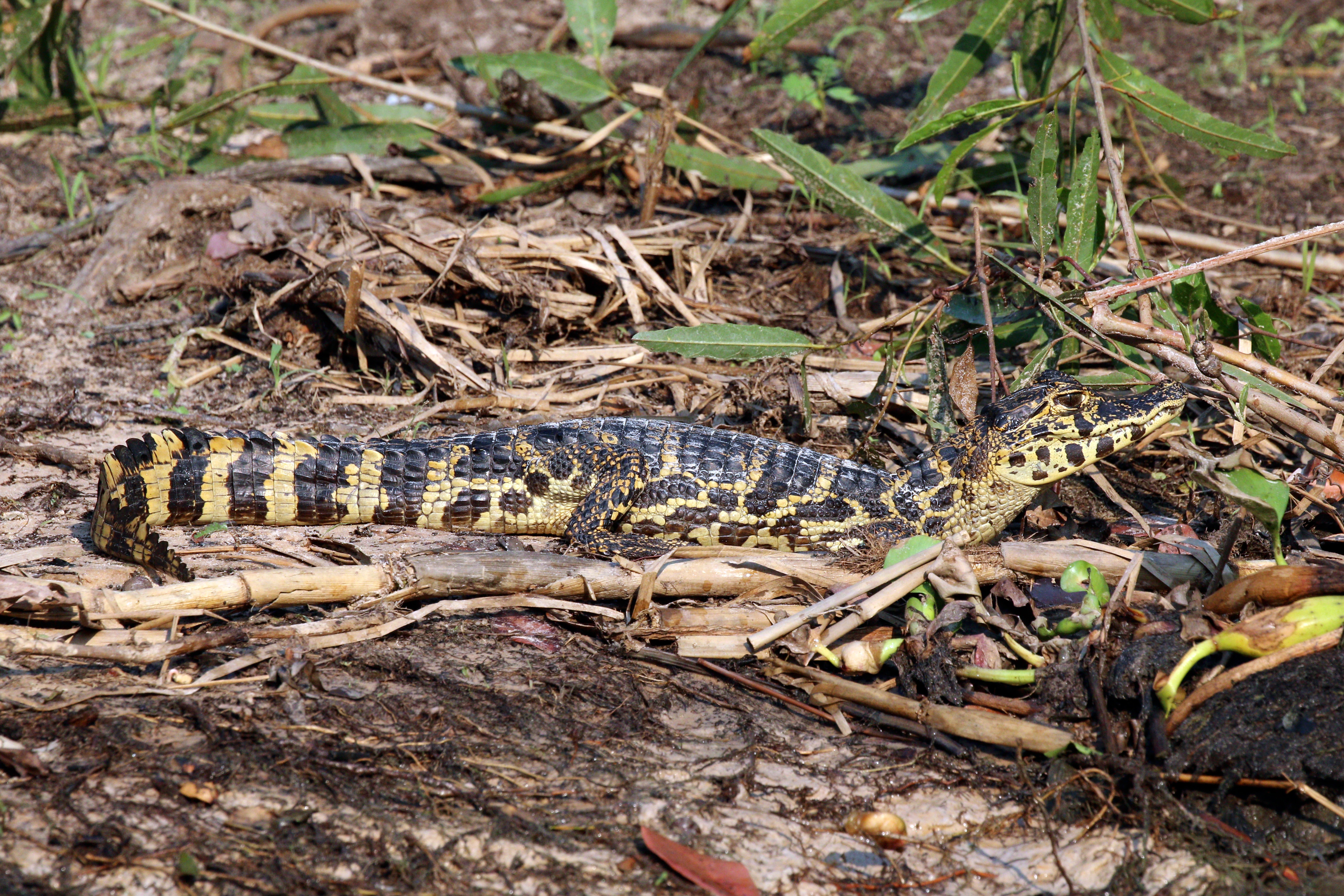
Juvenile, about one month old Pantanal, برزیل
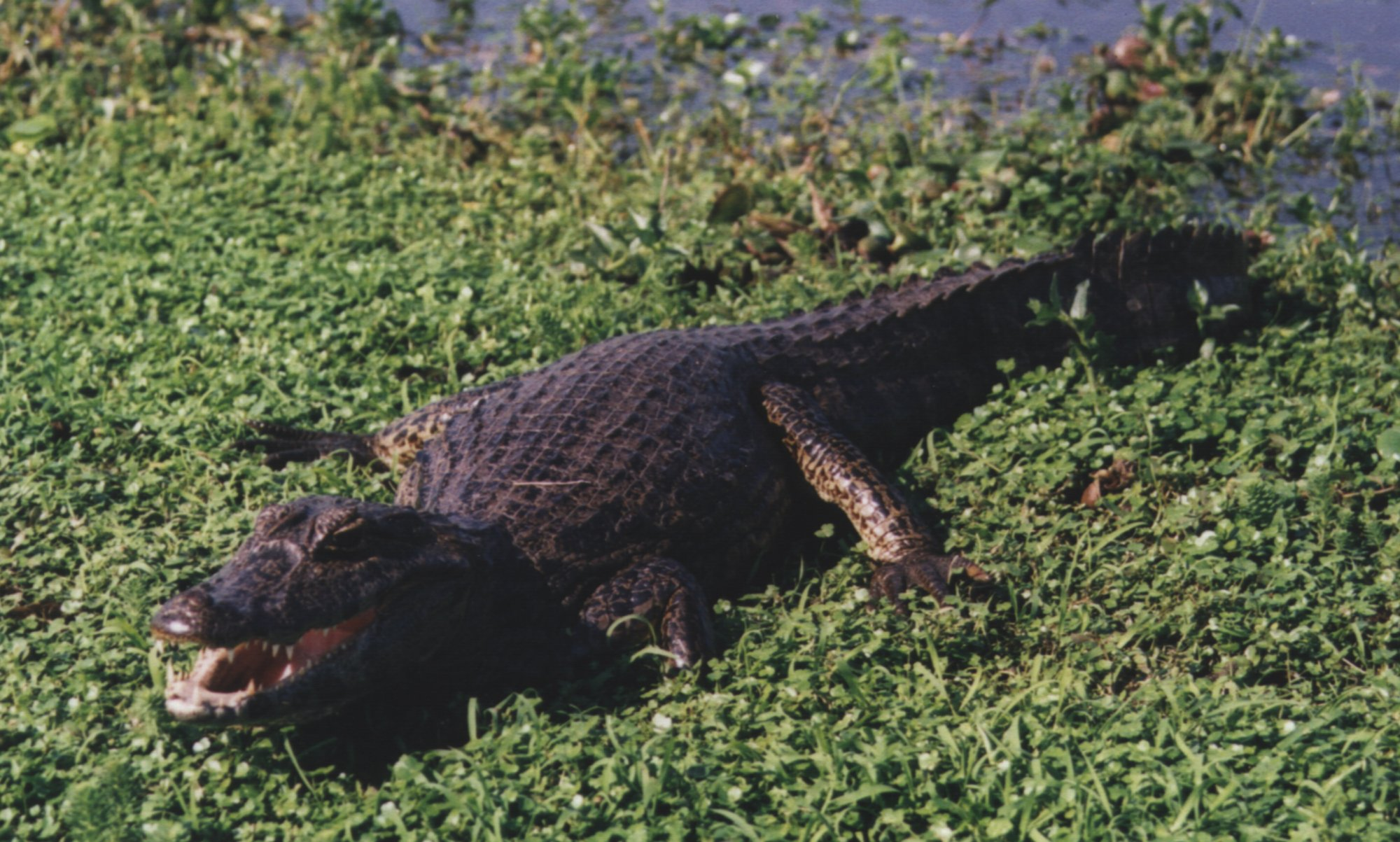
Iberá marshes, Corrientes, آرژانتین
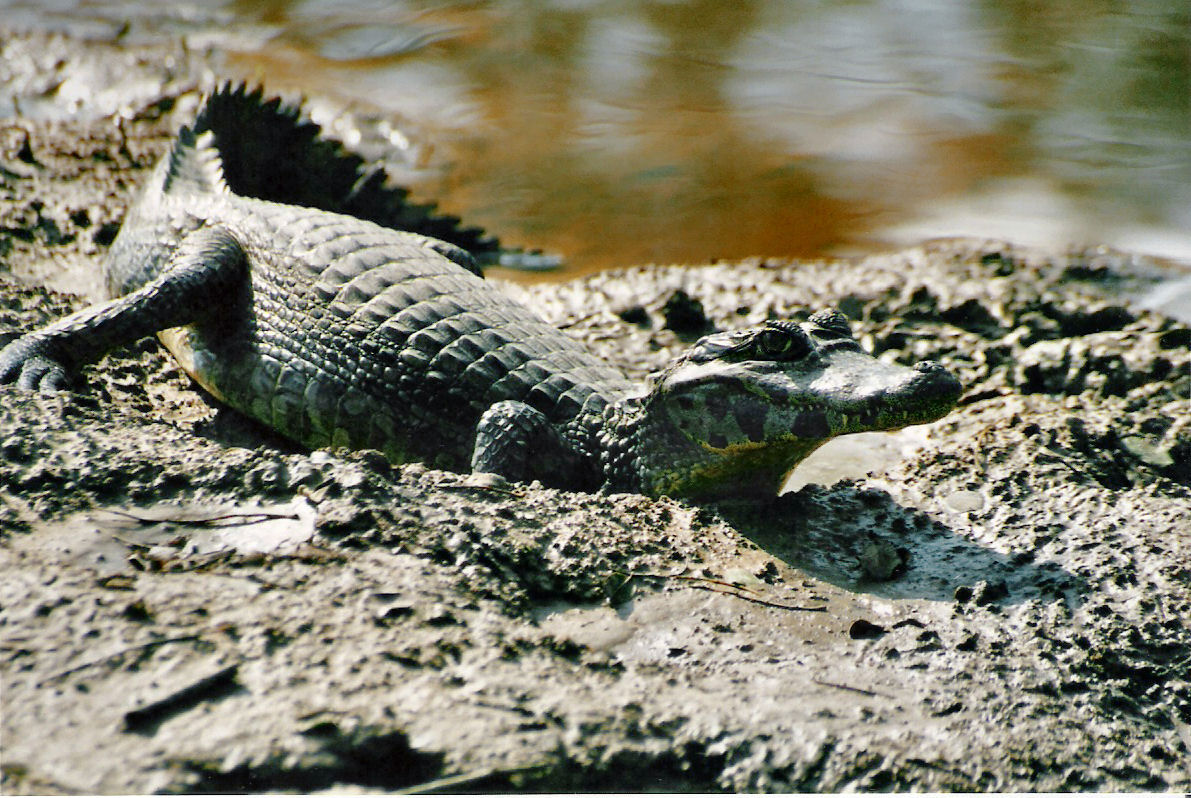
Formosa Province, آرژانتین
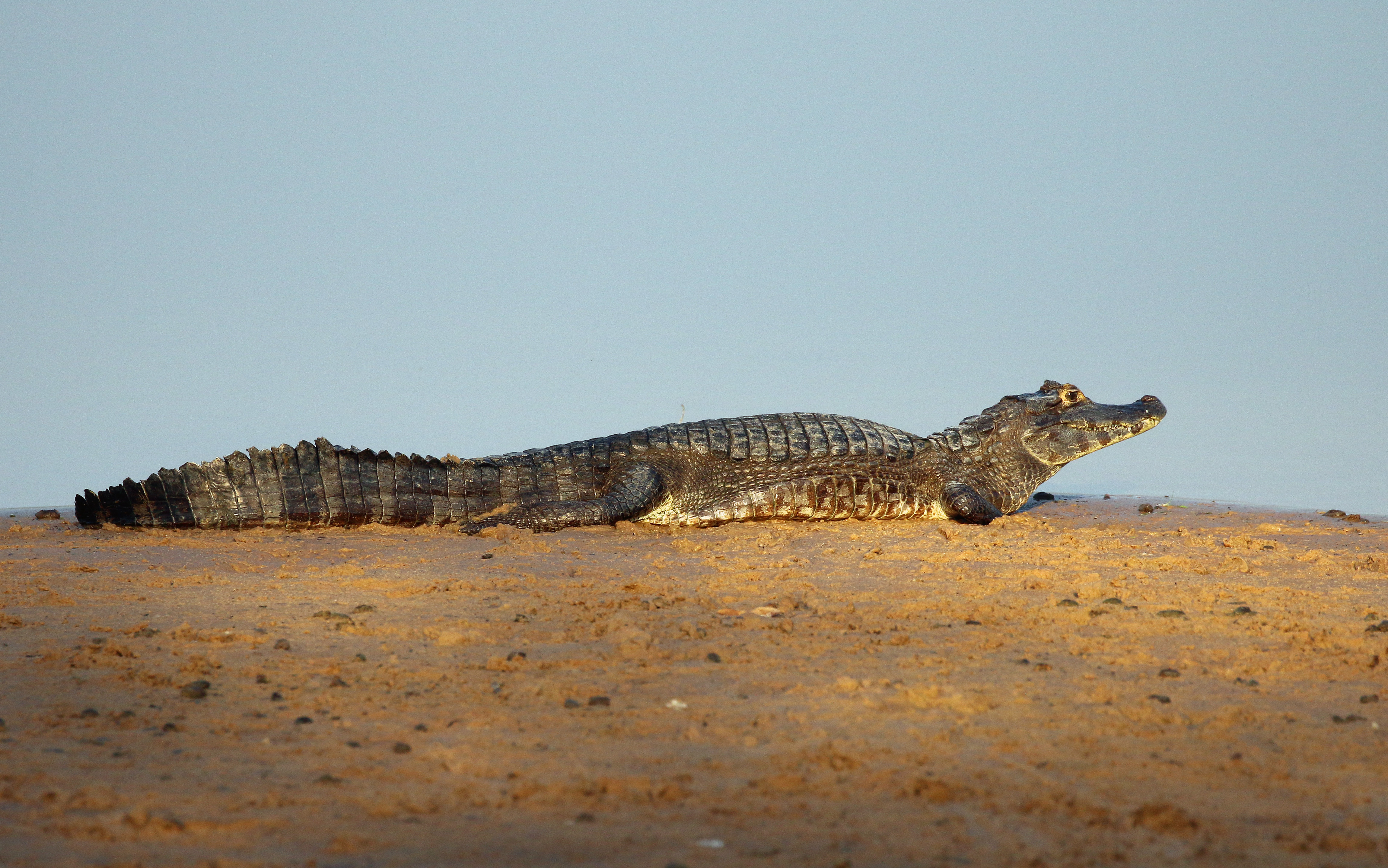
Pantanal, برزیل
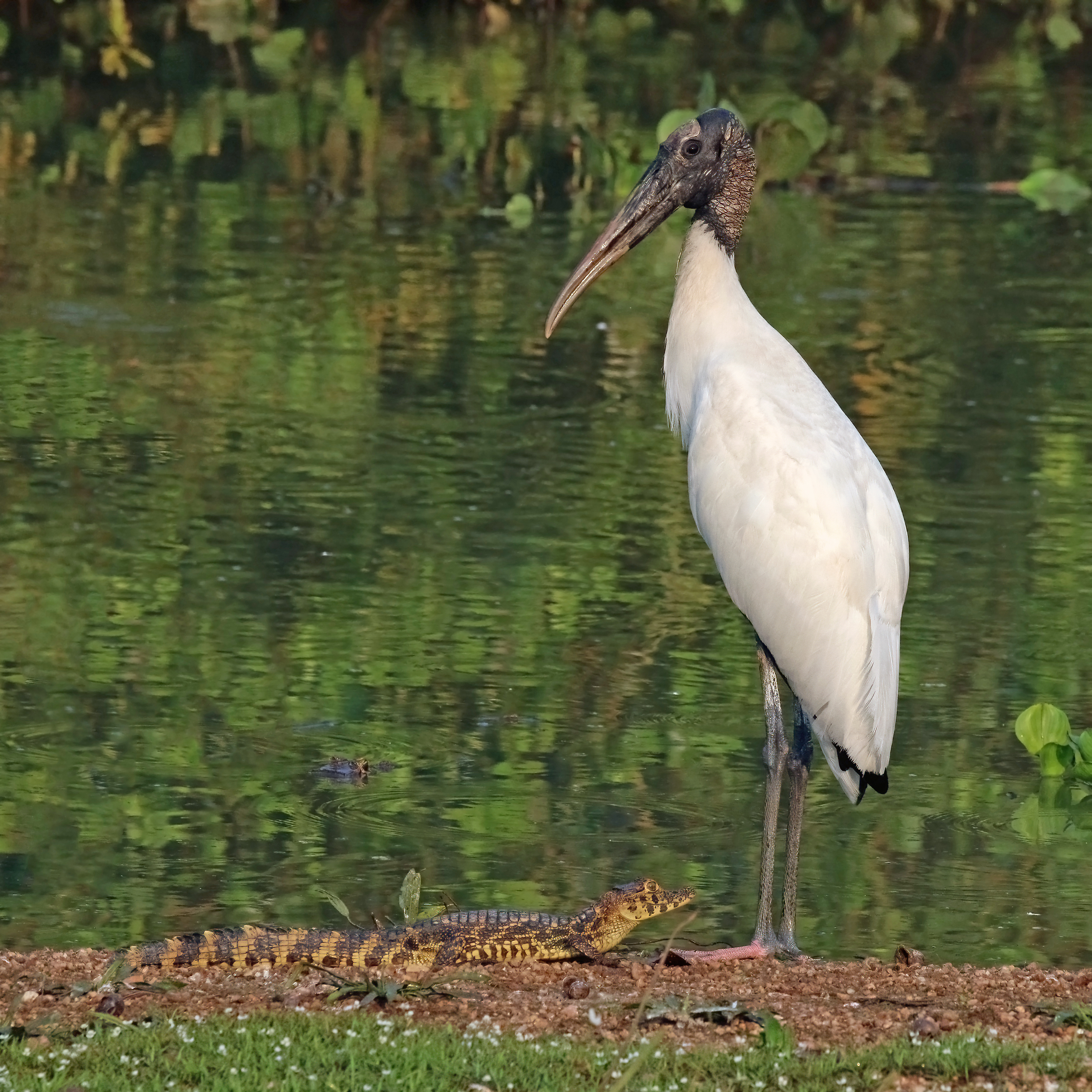
Juvenile with wood stork Pantanal, برزیل
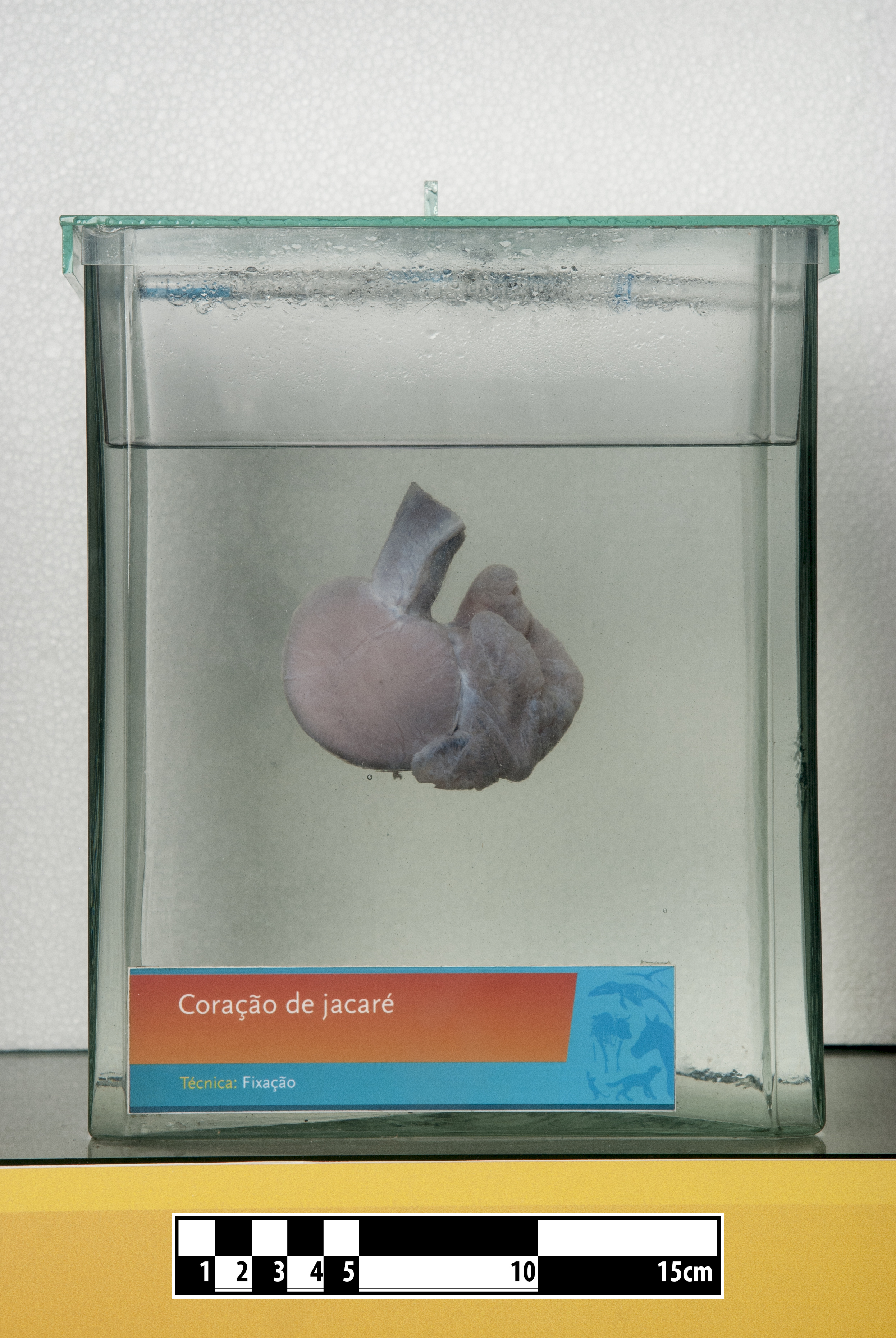
Wetland alligator heart
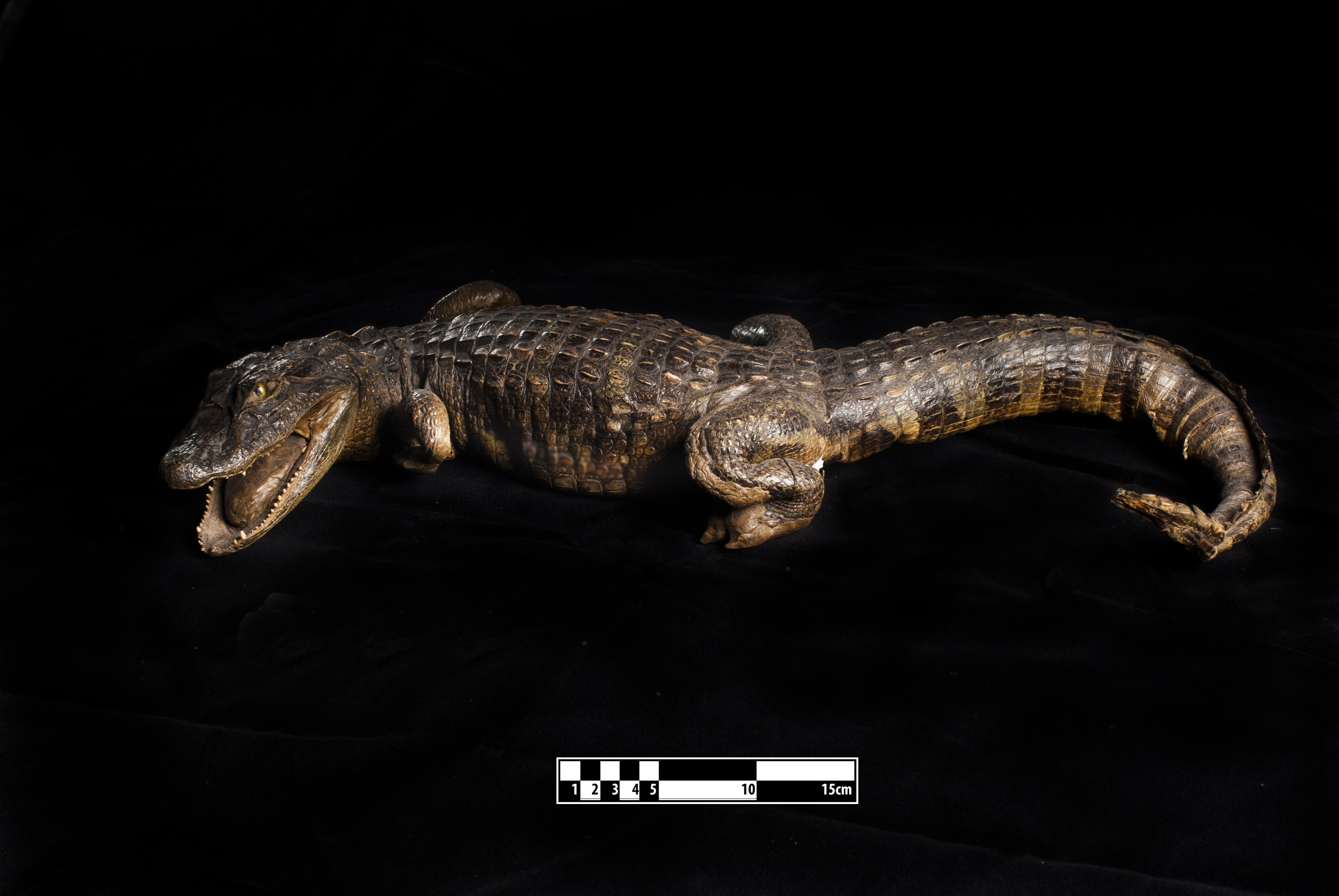
Taxidermy specimen